# Cesare Maniago
Cesare Maniago (Trail, 13 gennaio 1939) è un ex hockeista su ghiaccio e allenatore di hockey su ghiaccio canadese di ruolo portiere che nel corso della carriera ha giocato nella National Hockey League.

## Carriera
Maniago giocò a livello giovanile nel vivaio dei Toronto Maple Leafs, franchigia con cui fece il proprio esordio in National Hockey League disputando nove partite nella stagione 1960-61. Al termine della stagione si trasferì nell'organizzazione dei Montreal Canadiens rimanendo per la maggior parte del tempo nelle formazioni affiliate nelle leghe minori come la Western Hockey League e l'American Hockey League.
Maniago riuscì a giocare con i Canadiens in NHL nella stagione 1962-63 sostituendo per quattordici partite il titolare Jacques Plante. Nelle stagioni successive cambiò ancora squadra, vincendo nel 1965 il premio come Most Valuable Player della Central Hockey League con i Minneapolis Bruins. Fra il 1965 e il 1967 fece invece parte della rosa dei New York Rangers giocando 34 partite in NHL oltre a un prestito nel farm team in AHL dei Baltimore Clippers.
Con la fine dell'era delle Original Six Maniago ebbe l'opportunità di diventare un portiere titolare in NHL; nel 1967 infatti durante l'NHL Expansion Draft venne selezionato dai Minnesota North Stars, una delle sei nuove franchigie iscritte in National Hockey League con cui rimase per le successive nove stagioni. Maniago guidò i North Stars a cinque qualificazioni per i playoff nelle prime sei stagioni di vita della nuova franchigia, giungendo nella stagione 1967-68 fino alle semifinali della West Division.
Nelle prime tre stagioni la dirigenza fece fatica a trovare un portiere di riserva per Maniago, fino a quando nel 1970 i North Stars convinsero il veterano Gump Worsley dei Canadiens a rimandare il proprio ritiro. Nelle semifinali del 1971 la squadra del Minnesota fu il primo expansion team capace di sconfiggere una squadra Original Six grazie a due successi contro Montréal.
Dal 1974 la situazione tornò a peggiorare dopo il ritiro di Worsley e la formazione non si qualificò più per i playoff. Nel 1976 Maniago lasciò i North Stars per trasferirsi ai Vancouver Canucks, franchigia con cui concluse la propria carriera dopo due stagioni.

## Palmarès

### Club
- Allan Cup: 1

Chatham: 1960

### Individuale
- CPHL Most Valuable Player Award: 1

1964-1965
- CPHL First All-Star Team: 1

1964-1965
- EPHL First All-Star Team: 1

1961-1962